# Người Koryo-saram
Người Cao Ly (tiếng Triều Tiên: 고려사람; tiếng Nga: Корё сарам; tiếng Ukraina: Корьо-сарам) là tên mà người dân tộc Triều Tiên ở các quốc gia hậu Xô Viết dùng để tự gọi mình. Thuật ngữ này bao gồm hai thành phần: "Koryo" là một trong những tên của Hàn Quốc và "saram" là nhân vật hay sắc tộc tùy theo ngữ cảnh.
Khoảng 500.000 người Triều Tiên cư trú ở Liên Xô cũ, chủ yếu ở các quốc gia Trung Á hiện đang độc lập. Ngoài ra còn có các cộng đồng người Triều Tiên lớn ở miền Nam nước Nga (xung quanh Volgograd), vùng Viễn Đông của Nga (xung quanh Vladivostok), Kavkaz và miền Nam Ukraina. Những cộng đồng này có thể bắt nguồn từ những người Hàn Quốc sống ở vùng Viễn Đông của Nga vào cuối thế kỷ 19.
Ngoài ra còn có một cộng đồng người Triều Tiên riêng biệt trên đảo Sakhalin, thường được gọi là người Triều Tiên Sakhalin. Phần lớn họ không coi là Koryo-saram, như các cộng đồng trên đất liền Nga. Tổ tiên của người Triều Tiên Sakhalin đến từ các tỉnh Gyeongsang và Jeolla vào cuối những năm 1930 và đầu những năm 1940, buộc phải phục vụ Chính phủ Nhật Bản làm việc tại các mỏ than ở Sakhalin (sau đó là một phần của Đế quốc Nhật Bản là tỉnh Karafuto) để lấp đầy tình trạng thiếu lao động do Thế chiến 2 gây ra.

## Các cuộc di cư

### Đến nước Nga
Sự mở rộng lãnh thổ của Nga đã dẫn đến sự việc là vào năm 1860, Đế quốc Thanh đã nhượng vùng Primorye cho Đế quốc Nga. Năm 1861 biên giới Nga - Triều Tiên xuất hiện, ngăn cách nhà Thanh tiếp cận vùng biển Nhật Bản. Có 761 gia đình Triều Tiên đầu tiên, với số lượng 5.310 người, đã vượt sông Tumen chiếm cứ vùng đất trống ở góc Mãn Châu Trung Quốc. Tuy nhiên sau đó theo các điều khoản của Hiệp ước Bắc Kinh vùng đó lại thuộc về Nga. Sự di cư của người Triều Tiên đến Nga tiếp tục cho đến đầu những năm 1930, hình thành cộng đồng trên 100 ngàn người. Cách mạng Tháng Mười và chính quyền Xô viết không ngăn cản họ. Động lực thúc đẩy người Triều Tiên di cư đến Nga là do tại Triều Tiên thiếu đất canh tác, việc Nhật Bản chiếm đóng Hàn Quốc vào năm 1905, và thái độ thuận lợi của các quan chức Nga chấp nhận họ.
Nhiều người Triều Tiên đã tham gia vào Nội chiến khi các đơn vị Du kích Đỏ được thành lập từ họ. Tháng 3 năm 1921, Hội đồng Quân nhân Cách mạng Triều Tiên được thành lập, do Nestor Kalandarishvili đứng đầu. Tuy nhiên Kalandarishvili sau đó không chỉ huy tất cả các phái của người Triều Tiên. Tháng 3 năm 1921, tại Cộng hòa quân sự Viễn Đông, một đại hội của những người du kích đã bầu ra "Soviet quân sự Triều Tiên". Cấp dưới của Soviet quân sự Triều Tiên là Biệt đội Đảng thống nhất Sakhalin, do Ilya Kharitonovich Pak đứng đầu, đã từ chối phục tùng "Hội đồng Quân nhân Cách mạng Triều Tiên". Quân đội Cách mạng Nhân dân Cộng hòa Viễn Đông (tiếng Nga: Народно-революционная армия Дальневосточной республики)  đã cố gắng tước vũ khí của các đảng phái, và kết quả là "sự kiện Amur", từ 118 đến 400 thành viên chết, trong đó nhiều người chết đuối ở Zeya.
Tháng 11 năm 1921, Comintern thành lập một ủy ban điều tra vụ việc Amur. Kết quả của cuộc điều tra, những người Triều Tiên bị giam giữ đã được ân xá.